# El despertar de Sharon
El despertar de Sharon es una película del año 1991, escrita y dirigida por Michael Tolkin y protagonizada por Mimi Rogers.

## Argumento
Una operadora telefónica lleva una vida vacía y amoral. Ella y su novio pasan las noches conquistando parejas para tener sexo grupal. Pero ella comienza a notar pequeñas cosas, cosas que apuntan a algo mucho más grande que la vida que conoce: dos hombres llegan a su departamento predicando la palabra de Dios; la conversación que escucha entre dos compañeros de trabajo; e inclusive un tatuaje místico en la espalda de una de las mujeres con las que tiene sexo grupal. Eventualmente, una crisis de fe que casi la lleva a terminar con su vida, la conduce a un despertar espiritual. Sharon luego aprende que aún luego de encontrar a Dios, es posible perderlo nuevamente.

## Reparto
- Mimi Rogers como Sharon.
- Darwyn Carson como Maggie.
- Patrick Bauchau como Vic.
- Marvin Elkins como Bartender.
- David Duchovny como Randy.
- Stephanie Menuez como Diana.
- Sam Vlahos como Wayne.
- Rustam Branaman como Conrad.
- Scott Burkholder como Evangelista.
- Vince Grant como 2.º Evangelista.
- Carole Davis como Angie.
- Patrick Dollaghan como Ejecutivo.
- James LeGros como Tommy.
- Dick Anthony Williams como Henry.
- DeVaughn Nixon como Primer Chico.